# Citromzöld
Citromzöld, más néven lime zöld vagy lime-zöld a zöld egyik árnyalatának számító szín. Nevét az azonos színű citrusos gyümölcsről, a lime-ról kapta. A színkeréken az interneten használt chartreuse és a citromsárga között lehet megtalálni.

## Citromzöld (hagyományos citromzöld)
A citromzöld színt angol nyelvterületen írásban először 1890-ben használták.
A citromzöld (HTML-színkódja #BFFF00) egy spektrális szín, nagyjából a látható spektrum 564 nanométeres tartományánál.

## A citromzöld variánsai

### Citromos citromzöld
A citromos citromzöld egy fluoreszkáló chartreuse szín, mely az olyan szénsavas üdítőkről kapta a nevét, mint a Sprite, a 7 Up és a Sierra Mist.
A szín vörösértéke majdnem megegyezik a citromsárgáéval.

### Sarki citromzöld
Közel áll az elektromos citromzöldhöz, de ezt 2009-ben keverték ki. Ez a Crayola eXtreme ultra-élénk színes ceruzáinak az egyik színvariánsa.

### Volt
A volt színt a Nike, Inc. használja több sportszerénél is. Közülük a legismertebb a 2011-ben bevezetett Air Max 90 Hyperfuse tornacipő. A szín hasonlít a lentebb tárgyalt elektromos citromzöldre.

### Elektromos citromzöld
A Crayola 1990-ben fejlesztette ki ezt a színt.
Ez a színárnyalat nagyon népszerű az pszichedelikus művészetben.

### Francia citromzöld
A színt a Franciaországban gyakran használt Pourpre.com honlap által megjelenített színlista szerinti citromzöld.